# The Island of the Fay
The Island Of The Fay, también conocido como Edgar Allan Poe's The Island Of The Fay, es el quincuagésimo sexto álbum de estudio del grupo alemán de música electrónica Tangerine Dream. Publicado en marzo de 2011 por el sello Eastgate inaugura una serie de álbumes instrumentales, denominada Eastgate's Sonic Poems Series, basados en obras clásicas de la literatura universal. También destaca por ser el primer álbum del grupo en contar con la participación de la violinista Hoshiko Yamane.

## Producción

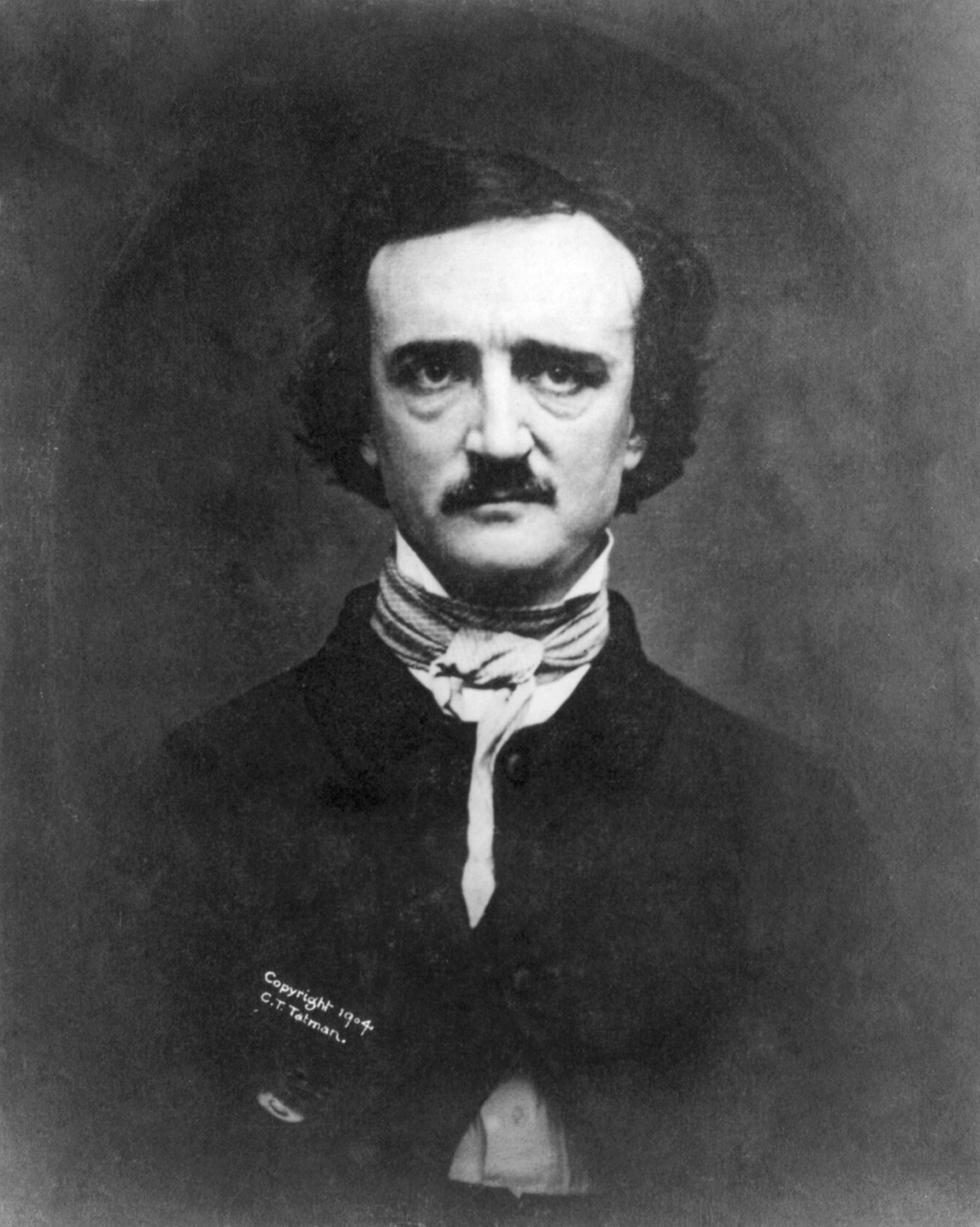
Edgar Allan Poe escritor de La Isla del Hada.

Grabado en 2011 en los estudios Eastgate de Viena The Island Of The Fay es un álbum enteramente instrumental que, pese a estar basado en el relato breve homónimo del escritor estadounidense Edgar Allan Poe, no cuenta con letra.

"Definitivamente vale la pena comenzar una serie con Edgar Allan Poe: un novelista que, durante mucho tiempo, ha sido etiquetado como oscuro, misterioso y sombrío. Poe fue más que eso: un verdadero visionario. La Isla del Hada de Edgar Allan Poe ha sido recreada por Edgar y Thorsten de una manera muy emocionante, dinámica y en parte experimental."
Eastgate Music Shop (2011) 

La composición de las canciones estuvo a cargo de Edgar Froese excepto los temas «Breath Kissing Matter’s Mouth», «Cycle Of Eternity» y «Darkness Veiling The Night» escritos por Thortsen Quaeschning. En la grabación participó la alineación habitual del grupo en esta época incluyendo, por primera vez, a la violinista Hoshiko Yamane que se incorporó en esta ocasión y ha permanecido en Tangerine Dream hasta la actualidad.
A diferencia de un buen número de álbumes de su trayectoria el álbum incluye un libreto de 8 páginas donde se incluye la narración, una biografía del escritor, los créditos del disco e información adicional.

"The Island Of The Fay está lejos de ser un considerado un clásico pero se destaca como uno de los mejores álbumes de Tangerine Dream del período tardío. (...) Realmente se siente como la banda sonora de una película nunca filmada. No te encontrarás tarareando ninguna de las diferentes melodías, pero cada una es bastante evocadora. Es la música ideal para leer o reflexionar. Como era de esperar se siente muy similar a las numerosas bandas sonoras de Tangerine Dream pero, en realidad, hace un mejor trabajo al mantener el interés del oyente como un trabajo independiente. Que es más de lo que se puede decir de muchos álbumes de Tangerine Dream del siglo XXI, particularmente la ambiciosa, pero demasiado larga y monumentalmente aburrida Trilogía de Dante."
David Seigler (AllMusic) 

## Lista de temas
| N.º   | Título                              | Escritor(es)         | Duración |  |
| 1.    | «Marmontel Riding On A Clef»        | Edgar Froese         | 7:47     |  |
| 2.    | «Breath Kissing Matter’s Mouth»     | Thorsten Quaeschning | 8:59     |  |
| 3.    | «Beauty Of Magic Antagonism»        | Edgar Froese         | 5:59     |  |
| 4.    | «Fay Bewitching The Moon»           | Edgar Froese         | 11:01    |  |
| 5.    | «Cycle Of Eternity»                 | Thorsten Quaeschning | 6:46     |  |
| 6.    | «Death In The Shadow»               | Edgar Froese         | 9:08     |  |
| 7.    | «Moment Of Floating Into The Light» | Edgar Froese         | 9:28     |  |
| 8.    | «Darkness Veiling The Night»        | Thorsten Quaeschning | 8:44     |  |
| 67:49 |                                     |                      |          |  |

## Personal
- Edgar Froese - guitarra eléctrica, guitarra lap steel, piano y teclados
- Bernhard Beibl - guitarra acústica
- Thorsten Quaeschning - E-bow, mellotron, teclados y percusión
- Hoshiko Yamane - violín eléctrico
- Linda Spa - flauta
- Iris Camaa - percusión